# Lili (Musical)
Lili ist die Bühnenumsetzung des gleichnamigen  Filmmusicals aus dem Jahr 1953. Der Film basiert auf Erzählungen von Paul Gallico. Die deutschsprachige Erstaufführung fand am 29. November 1962 im  Stadttheater unter der Regie von Lotfi Mansouri in Zürich statt. Die deutschen Liedtexte stammen von Robert Gilbert.

## Handlung

### Erster Akt
Die junge, etwas naive  Waise Lili sucht im Zirkus Schlegels Grand Impérial Cirque de Paris nach Gustav Rodet, dem Freund ihres kürzlich verstorbenen Vaters. Der Zirkusdirektor B.F. Schlegel muss ihr mitteilen, dass Rodet auch gestorben ist und sein Souvenirwagen von Grobert übernommen wurde. Lili fragt, ob sie für ihn arbeiten dürfte, Grobert willigt ein, belästigt sie aber, so dass Lili aus seinem  Wohnwagen flieht. 
Der Zauberkünstler Marco tröstet die junge Frau. Sehr zum Missfallen von Paul, der durch eine Kriegsverletzung, nicht mehr als Tänzer arbeiten kann und nun als Puppenspieler tätig ist. Marco lädt zu essen in seinen Wagen ein, allerdings drängeln sich noch ein paar Arbeiter mit hinein, die Marcos Vorliebe für junge Frauen kennen. Schlegel gibt Lili Arbeit, als sie sich allerdings an Marcos Utensilien zu schaffen macht und dadurch seine Zaubertricks misslingen, wird sie wieder entlassen. Während Lili an Pauls Puppentheater vorbeiläuft, wird sie von einer Handpuppe in ein Gespräch verwickelt, in dessen Verlauf sie ihr Leid klagt. Als die Puppe Lili einlädt bei ihnen zu bleiben, willigt sie ein.

### Zweiter Akt
Durch Lilis Mitarbeit wird die Show erfolgreicher. Paul und sein Mitarbeiter Jacquat renovieren das Theater und entwerfen neue Programmpunkte. Paul wird zunehmend eifersüchtig auf Marco, da Lili jeden Abend seinen Auftritt verfolgt. Als Marcos Assistentin Rosalie ausfällt, bietet er Lili die Stelle an. Paul will Lili nicht gehen lassen und fordert sie auf mit ihm die neuen Nummern zu proben. Während der Proben kommt es zu einem Streit, in dessen Verlauf er aber Lili an sich reißt und sie küsst. Als es später zu einer Auseinandersetzung zwischen Marco und Paul kommt, schlägt dieser auch Lili, diese wendet sich ab und läuft davon. Als sie am Puppentheater vorbeikommt, wird sie wieder von einer Puppe angesprochen, die den Wunsch äußert mit ihr zu gehen. Lili reißt den Vorhang zur Seite und erblickt Paul. Dieser gesteht, dass er seine Gefühle nur durch die Puppen ausdrücken kann. Sie streift sich eine Puppe über und umarmt Paul.

## Auszeichnungen
Tony Award und Bestes Bühnenbild 1962